# Aninoasa (Dâmbovița)
Aninoasa es una comuna ubicada en el distrito de Dâmbovița, Rumania.

## Superficie
Posee una superficie de 27,66 kilómetros cuadrados.

## Demografía
Hasta 2021 la población era de 6665 habitantes, con una densidad de población de 241,0 habitantes por kilómetro cuadrado.